# Municipio de Rabinal
Municipio de Rabinal är en kommun i Guatemala.   Den ligger i departementet Departamento de Baja Verapaz, i den centrala delen av landet, 50 km norr om huvudstaden Guatemala City.